# Coppa Italia 2014-2015 (calcio a 5)
La Coppa Italia 2014-2015 è stata la trentesima edizione assoluta della manifestazione e la dodicesima disputata con la formula final eight. Alla Coppa Italia di Serie A sono iscritte d'ufficio le Società classificatesi ai primi otto posti del girone di andata del Campionato Nazionale di Serie A. Come nei due anni precedenti, la disputa della final eight è stata abbinata a quella della Coppa Italia Under-21 e della Coppa Italia femminile. Le tre manifestazioni si sono disputate tra il 26 febbraio e il 1º marzo 2015 presso il PalaRoma di Montesilvano (che ha ospitato i quarti e le semifinali della Coppa Italia Under-21) e il Palasport Giovanni Paolo II di Pescara (in cui si svolgeranno tutti gli altri incontri eccetto i quarti di finale femminili, giocati al PalaRigopiano). Come di consueto, la final eight si è svolta su un parquet smontabile di colore nero fornito dalla Divisione Calcio a 5. I limiti di partecipazione dei giocatori erano gli stessi in vigore nel campionato di Serie A, ovvero negli incontri vi era l'obbligo di schierare almeno cinque giocatori formati in Italia, di cui almeno uno nato dopo il 1 gennaio 1992. Tutti gli incontri della principale manifestazione maschile sono stati trasmessi in diretta su Rai Sport 2.

## Formula[3]
Il torneo si è svolto con gare ad eliminazione diretta di sola andata. Le prime otto classificate dopo il girone di andata sono state raggruppate in due gruppi: nel gruppo A sono state inserite le prime quattro della classifica dopo il girone di andata mentre, nel gruppo B, quelle dal quinto all'ottavo posto. Nei quarti di finale si sono affrontate una squadra del gruppo A ed una del gruppo B. Gli accoppiamenti sono stati determinati tramite sorteggio che si è tenuto presso la Sala Consiliare del Comune di Pescara in occasione della Conferenza stampa del 12 febbraio 2015. Le vincenti accedono alle semifinale e quindi alla finale per il primo posto. Alla società vincitrice è stata assegnata una coppa del torneo e venticinque medaglie d'oro; alla società seconda classificata è andata una targa e 25 medaglie d'argento. La formula prevedeva che nei quarti e nelle semifinali, in caso di parità dopo i tempi regolamentari, la vittoria fosse determinata direttamente dai tiri di rigore. Nella finale, in caso di parità dopo 40', si sarebbero svolti due tempi supplementari di 5 minuti ciascuno. In caso di ulteriore parità al termine degli stessi, la coppa sarebbe stata assegnata ai rigori.

## Squadre qualificate

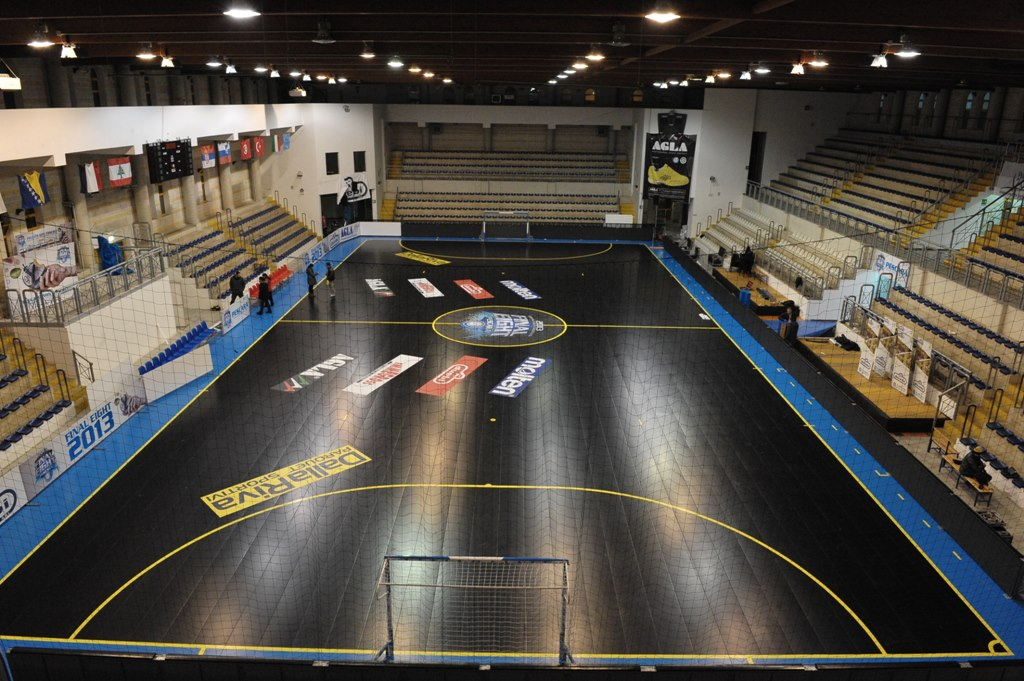
Il Palasport “Giovanni Paolo II” durante la manifestazione

## Squadre qualificate[5]
| Gruppo A | Gruppo A  | Gruppo B | Gruppo B   |
| 1        | Lazio     | 5        | Real Rieti |
| 2        | Luparense | 6        | Kaos       |
| 3        | Pescara   | 7        | Fabrizio   |
| 4        | Asti      | 8        | Pescara    |

## Tabellone
|  | Quarti di finale | Quarti di finale | Quarti di finale |               |           | Semifinali | Semifinali | Semifinali |  |  | Finale | Finale | Finale |  |
|  |                  |                  |                  |               |           |            |            |            |  |  |        |        |        |  |
|  | 2                | Luparense        | 4                |               |           |            |            |            |  |  |        |        |        |  |
|  | 2                | Luparense        | 4                |               |           |            |            |            |  |  |        |        |        |  |
|  | 7                | Fabrizio         | 2                |               |           |            |            |            |  |  |        |        |        |  |
|  | 7                | Fabrizio         | 2                |               | Luparense | Luparense  | 2(3)       |            |  |  |        |        |        |  |
|  |                  |                  |                  |               | Luparense | Luparense  | 2(3)       |            |  |  |        |        |        |  |
|  |                  |                  | Pescara (dcr)    | Pescara (dcr) | 2(4)      |            |            |            |  |  |        |        |        |  |
|  | 3                | Pescara          | Pescara (dcr)    | Pescara (dcr) | 2(4)      | 5          |            |            |  |  |        |        |        |  |
|  | 3                | Pescara          |                  |               |           |            |            |            |  |  |        |        |        |  |
|  | 6                | Kaos             | 3                |               |           |            |            |            |  |  |        |        |        |  |
|  | 6                | Kaos             | 3                |               | Pescara   | Pescara    | 5          |            |  |  |        |        |        |  |
|  |                  |                  |                  |               |           |            |            |            |  |  |        |        |        |  |
|  |                  |                  | Asti (dts)       | Asti (dts)    | 6         |            |            |            |  |  |        |        |        |  |
|  | 4                | Asti             | Asti (dts)       | Asti (dts)    | 6         | 6          |            |            |  |  |        |        |        |  |
|  | 4                | Asti             |                  |               |           |            |            |            |  |  |        |        |        |  |
|  | 8                | Pescara          | 4                |               |           |            |            |            |  |  |        |        |        |  |
|  | 8                | Pescara          | 4                |               | Asti      | Asti       | 2          |            |  |  |        |        |        |  |
|  |                  |                  |                  |               | Asti      | Asti       | 2          |            |  |  |        |        |        |  |
|  |                  |                  | Lazio            | Lazio         | 1         |            |            |            |  |  |        |        |        |  |
|  | 1                | Lazio            | Lazio            | Lazio         | 1         | 6          |            |            |  |  |        |        |        |  |
|  | 1                | Lazio            |                  |               |           |            |            |            |  |  |        |        |        |  |
|  | 5                | Real Rieti       | 3                |               |           |            |            |            |  |  |        |        |        |  |

### Quarti di finale[6]
| Arbitri: | Giancarlo Lombardi (Roma 1) Francesca Muccardo (Roma 1) Dario Di Nicola (Pescara) |
| Crono:   | Matteo Ariasi (Pescara)                                                           |

|                                                                       |           |                          |
| Giasson 23'16’’ Fabiano 27'38’’ Merlim 34'55’’ (rig.) Fabiano 37'18'’ | Marcatori | 24'22’’, 36'20'’ D. Tres |

| Arbitri: | Mauro Albertini (Ascoli Piceno) Gianantonio Leonforte (Vicenza) Antonino Tupone (Lanciano) |
| Crono:   | Fabio Stelluti (Ancona)                                                                    |

| |           |                                      |
| Paulinho 1'20’’ Crema 19'43’’ (aut.) Schininà 23'45’’ Daví 30'27’’ (aut.) Manfroi 32'29’’ Saúl 37'15’’ | Marcatori | 21'57’’, 33'43'’ Crema 34'46’’ Jeffe |

| Arbitri: | Francesco Peroni (Città Di Castello) Marco Delpiano (Cagliari) Luca Di Stefano (Albano Laziale) |
| Crono:   | Simone Micciulla (Albano Laziale)                                                               |

|                                                                                 |           |                                                                  |
| Wilhelm 0'17'’ Jonas 5'41'’ Torrás 6'53’’, 19'20’ Fortino 28'37'’ Jonas 39'54'’ | Marcatori | 21'57'’ Calderolli 28'00'’ Cavinato 33'38'’, 39'04'’ De Oliveira |

| Arbitri: | Gennaro Luca De Falco (Catanzaro) Ruggiero Chiariello (Barletta) Francesco Nitti (Barletta) |
| Crono:   | Lorenzo Di Guilmi (Vasto)                                                                   |

|                                                                                |           |                                             |
| Rogério 4'13'’ Nicolodi 6'11'’ Rogério 10'38'’ Ercolessi 12'50'’ Canal 23'51'’ | Marcatori | 17'56'’ Tuli 38'59'’ (aut.) PC 39'58'’ Kaká |

### Semifinali[7]
| Arbitri: | Alessandro Malfer (Rovereto) Andrea Sabatini (Bologna) Mauro De Coppi (Conegliano) |
| Crono:   | Pierluigi Tomassetti (Ascoli Piceno)                                               |

|                              |           |                   |
| Jonas 22'50"’ Duarte 33'39"’ | Marcatori | 35'59"’ Marquinho |

| Arbitri: | Nicola Maria Manzione (Salerno) Daniele Di Resta (Roma 2) Rosario La Cerra (Battipaglia) |
| Crono:   | Marco Messina (Vasto)                                                                    |

|                                 |                      |                               |
| Merlim 27'11"’ Waltinho 34'43"’ | Marcatori            | 24'34"’ Rogério 34'03"’ Canal |
| Giasson Waltinho Merlim Fabiano | Tiri di rigore 1 – 2 | Nicolodi Canal Rogério Salas  |

### Finale
| Arbitri: | Walter Mameli (Cagliari) Filippo Ragalà (Bologna) Gianfranco Di Padova (Termoli) |
| Crono:   | Daniele Intoppa (Roma 2)                                                         |

| |            | |
| Rescia 8'47"’ PC 16'40"’ Caputo 30'13"’ Canal 31'50"’ Ercolessi 44'03"’ | Marcatori  | 12'56"’ Wilhelm 26'18"’ Ramon 28'58"’ Follador 37'42"’ Jonas 46'27"’, 49'40"’ Fortino |
| · Simone Tatonetti · Marco Ercolessi · Luca Leggiero · Mauro Canal · Douglas Nicolodi · PC · Ricardo Caputo · Javier Adolfo Salas · Maximiliano Rescia · Eduardo Morgado · Christopher Dambrosio · Lorenzo Pietrangelo | Formazioni | · Davide Putano · Massimo De Luca · Filipe Follador · Fernando Wilhelm · Jonas · Jordi Torrás · Sergio Romano · Ramon · Rodolfo Fortino · Vinícius Duarte · Luca Casalone · Mirko Casassa |

## Classifica marcatori
| Gol |  |  | Giocatore           | Squadra    |
| --- |  |  | ------------------- | ---------- |
| 4   |  |  | Jonas               | Asti       |
| 3   |  |  | Mauro Canal         | Pescara    |
| 3   |  |  | Rodolfo Fortino     | Asti       |
| 3   |  |  | Rogério             | Pescara    |
| 2   |  |  | Fabiano Assad       | Luparense  |
| 2   |  |  | Manoel Crema        | Real Rieti |
| 2   |  |  | Júlio De Oliveira   | Pescara    |
| 2   |  |  | Marco Ercolessi     | Pescara    |
| 2   |  |  | Alex Merlim         | Luparense  |
| 2   |  |  | Jordi Torrás        | Asti       |
| 2   |  |  | David Tres          | Fabrizio   |
| 2   |  |  | Fernando Wilhelm    | Asti       |
| 1   |  |  | Fabricio Calderolli | Pescara    |
| 1   |  |  | Ricardo Caputo      | Pescara    |
| 1   |  |  | Diego Cavinato      | Pescara    |
| 1   |  |  | Vinícius Duarte     | Asti       |

| Gol |  |  | Giocatore          | Squadra    |
| --- |  |  | ------------------ | ---------- |
| 1   |  |  | Filipe Follador    | Asti       |
| 1   |  |  | Daniel Giasson     | Luparense  |
| 1   |  |  | Jeffe              | Real Rieti |
| 1   |  |  | Kaká               | Kaos       |
| 1   |  |  | Felipe Manfroi     | Lazio      |
| 1   |  |  | Marquinho          | Lazio      |
| 1   |  |  | Douglas Nicolodi   | Pescara    |
| 1   |  |  | Saúl Olmo          | Lazio      |
| 1   |  |  | Paulinho           | Lazio      |
| 1   |  |  | PC                 | Pescara    |
| 1   |  |  | Ramon Bueno Ardite | Asti       |
| 1   |  |  | Maximiliano Rescia | Pescara    |
| 1   |  |  | Angelo Schininà    | Lazio      |
| 1   |  |  | Tuli               | Kaos       |
| 1   |  |  | Waltinho           | Luparense  |